# Bury & District League
De Bury & District League is een Engelse regionale voetbalcompetitie. De teams zijn afkomstig uit de streek rond Bury St. Edmunds. De competitie bestaat uit 3 divisies. De hoogste divisie bevindt zich op het 18de niveau in de Engelse voetbalpiramide. De kampioen promoveert naar de Suffolk & Ipswich Football League.